# Генрих XIII (князь Рейсс-Грейца)
Генрих XIII, князь Рейсс-Грейц (нем. Heinrich XIII Fürst Reuß zu Greiz; 16 февраля 1747, Грайц — 29 января 1817, там же) — имперский князь из дома Рейсс, правитель княжества Рейсс старшей линии с 1800 года.

## Биография
Генрих XIII родился 16 февраля 1747 года в Грайце. Он стал третьим ребёнком Генриха XI, князя Рейсс-Грейца (1722—1800), и его жены Конардины, графини Рейсс-Кёстрицкой (1719—1770).
После смерти своего отца 28 июня 1800 года, Генрих стал князем Рейсс-Грейца.
После уничтожения Грайца пожаром в 1802 году, он приказал перестроить город в стиле неоклассицизма, а его резиденция переехала из Верхнего замка в Нижний, чтобы быть ближе к людям и к жизни в государстве.
Генрих также отличился на военной службе в Австрии в звании фельдмаршала, он был одним из лучших друзей императора Иосифа II.
В 1807 году Генрих XIII поддержал Рейнский союз и вскоре стал членом Германского союза. На Венском конгрессе вступил в территориальный спор с Королевством Саксония, после чего выиграл и овладел городами Альтгоммла и Кюдорф.

## Семья
9 января 1786 года в Кирххаймболандене Генрих XIII женился на княгине Вильгельмине Луизе Нассау-Вельбургской (1765—1837), дочери Карла Кристиана, князя Нассау-Вейльбурга и Каролины Оранской, принцессы Нассау-Дицской. В браке родилось трое детей:
- Генрих XVIII, князь Рейсс-Грейца (1787—1787), умер сразу же после рождения.
- Генрих XIX, князь Рейсс-Грейца (1 марта 1790 — 31 октября 1836), женился на княгине Гаспарине де Роган-Рошфор в 1822 году.
- Генрих XX, князь Рейсс-Грейца (29 июня 1794 — 8 ноября 1859), первый брак был заключён в 1834 году с Софией, княгиней Лёвенштайн-Вертхайм-Розенбергской, она умерла в 1838 году. Во второй раз князь женился на Каролине дочери ландграфина Гессен-Гомбурга.